# Radio Symfonie Orkest
Het Radio Symfonie Orkest (RSO) was een Nederlands symfonieorkest dat onder deze naam bestond tussen 1985 en 2005.
Het RSO ontstond in 1985 uit een fusie van het Promenade Orkest en het Omroep Orkest. Het orkest maakte deel uit van het Muziekcentrum van de Omroep en werkte nauw samen met de muziekafdelingen van de verschillende omroeporganisaties.
Wegens een bezuinigingsoperatie zijn het Radio Kamer Orkest en het RSO in 2005 samengevoegd tot de Radio Kamer Filharmonie (RKF).

## Dirigenten
In de twintig jaar van zijn bestaan heeft het Radio Symfonie Orkest de volgende chef-dirigenten gehad:
- 1985-1989: Kenneth Montgomery (al vanaf 1975 chef van het Omroep Orkest)
- 1989-1991: Henry Lewis
- 1991-1996: Kees Bakels
- 1996-2003: Eri Klas
- 2003-2004: Hans Vonk

## Activiteiten
Het RSO verleende zijn medewerking aan concoursen als de Kirill Kondrashin Dirigentenmeesterklas, het Nationaal Vioolconcours Oskar Back en het Internationaal Vocalisten Concours 's-Hertogenbosch. Het RSO speelde in producties van het Holland Festival en de Internationale Gaudeamus Muziekweek en was betrokken bij educatieve projecten.
Het RSO heeft een groot aantal opera's begeleid, waaronder Aleko van Rachmaninoff, Die tote Stadt van Erich Korngold, opera's van Donizetti en de Nederlandse première van De Drie Zusters (Tri Sestri) van Peter Eötvös met de Nationale Reisopera.
Tot de solisten die samenwerkten met het RSO behoorden Isabelle van Keulen, Charlotte Margiono, Pieter Wispelwey, Montserrat Caballé, Kiri Te Kanawa, Sumi Jo, Andrej Hoteev,Jean-Jacques Kantorow en Maxim Vengerov. Het orkest stond onder leiding van vele gastdirigenten, onder wie Ernest Bour, Jiri Kout, Janos Fürst, Stanislaw Skrowaczewski, Jaap van Zweden, Alexander Lazarev, Marc Soustrot, Armin Jordan en Jean-Bernard Pommier. Onder de laatstgenoemde drie dirigenten werd de Franse muziek een specialisatie van het RSO.
Landelijk: Koninklijk Concertgebouworkest · Nederlands Philharmonisch Orkest · Nederlands Kamerorkest 

Landelijk/regionaal: Holland Symfonia · Rotterdams Philharmonisch Orkest · Residentie Orkest

Regionaal: Noord Nederlands Orkest · Orkest van het Oosten · Het Gelders Orkest · RBO Sinfonia · philharmonie zuidnederland · Het Zeeuws Orkest 

Orkesten van de Omroep: Radio Filharmonisch Orkest · Radio Kamer Filharmonie · Metropole Orkest

Opgeheven of gefuseerd: Amsterdams Philharmonisch Orkest · Frysk Orkest · Gewestelijk Orkest voor Zuid-Holland · Overijssels Philharmonisch Orkest / Forum Filharmonisch · Nederlands Balletorkest · Noordelijk Filharmonisch Orkest · Noordhollands Philharmonisch Orkest · Omroep Orkest · Radio Kamerorkest · Radio Symfonie Orkest · Utrechts Symfonie Orkest · Brabants Orkest · Limburgs Symfonie Orkest · West Nederlands Symfonie Orkest · Zuid-Hollands Orkest